# The Resistance: Rise of the Runaways
| Совокупная оценка  | Совокупная оценка |
| Источник           | Оценка            |
| ------------------ | ----------------- |
| Metacritic         | 82/100            |
| Оценки критиков    |                   |
| Источник           | Оценка            |
| AllMusic           | [ 1 ]             |
| Alternative Press  | [ 2 ]             |
| Big Cheese         | 7/10              |
| Bring the Noise    | 8/10              |
| Kerrang!           | KKKK              |
| Mind Equals Blown  | 8/10              |
| New Noise Magazine | [ 7 ]             |
| Outburn            | 9/10              |
| Rock Sound         | 7/10              |
| SF Media           | [ 10 ]            |

The Resistance: Rise of the Runaways — второй альбом группы Crown The Empire, вышедший 22 июля 2014 года на лейбле Rise Records. Это последний альбом, в записи которого принимал участие соло-гитарист Беннет Вогельман.

## Об альбоме
В начале 2014 года лейбл группы, Rise Records, объявил о том, что группа собирается засесть в студию в Мичигане 3 января 2014 для записи второго альбома. Чуть позже, в феврале был выпущен тизер новой песни. В том же месяце группа объявила о завершении записи барабанов и приступила к записи других инструментов, а также стало известно, что продюсером альбома станет Дэн Корнефф.
Официально альбом был анонсирован 18 июня и получил название «The Resistance: Rise of the Runaways» и вышел 22 июля 2014 года. Анонс был представлен на YouTube-канале лейбла Rise Records, который включал в себя тизер-трейлер к альбому, вместе с названием, датой релиза и обложкой, тизер также содержал один трек из альбома.

## Коммерческий успех
В первую неделю релиза альбом был продан количеством более 24,000 копий по состоянию на 9 августа 2014 года. Альбом занял 7 позицию в чарте Billboard 200.

## Список композиций
Слова и музыка всех песен — Crown the Empire, Брэндан Барон и Беннет Вогельман.
| №   | Название                       | Длительность |
| --- | ------------------------------ | ------------ |
| 1.  | «A Call to Arms (Act I)»       | 3:01         |
| 2.  | «Initiation»                   | 4:40         |
| 3.  | «Millennia»                    | 3:44         |
| 4.  | «Machines»                     | 4:29         |
| 5.  | «The Wolves of Paris (Act II)» | 1:42         |
| 6.  | «MNSTR»                        | 3:29         |
| 7.  | «Second Thoughts»              | 3:42         |
| 8.  | «Maniacal Me»                  | 3:33         |
| 9.  | «Satellites (Act III)»         | 2:07         |
| 10. | «Rise of the Runaways»         | 3:35         |
| 11. | «Bloodline»                    | 4:20         |
| 12. | «The Phoenix Reborn»           | 5:45         |
| 13. | «Johnny's Rebellion»           | 6:45         |

| №   | Название                 | Длительность |
| --- | ------------------------ | ------------ |
| 14. | «Prisoners of War»       | 3:55         |
| 15. | «Cross Our Bones»        | 3:25         |
| 16. | «Machines» (re-invented) | 4:02         |
| 17. | «Millennia» (acoustic)   | 4:03         |

## Участники записи
Информация об участвующих музыкантах взята с сайта Allmusic
Crown the Empire
- Эндрю «Энди Лео» Веласкес — вокал
- Дэвид Эскамиллья — вокал
- Брэндон Хувер — ритм-гитара, бэк-вокал
- Брент Тадди — ударные
- Хейден Три — бас-гитара
- Беннет «Benn Suede» Вогельман — соло-гитара, бэк-вокал

Дополнительные музыканты
- Брэндан Барон — вокал
- Нэйтен Кэннон — вокал
- Бэйли Крего — гитара
- Дэйв Эггар — виолончель
- Рэйчел Голуб — скрипка
- Чип Ламбер — перкуссия

## История релиза
| Регион   | Дата         | Формат           | Лейбл | № каталога   |
| -------- | ------------ | ---------------- | ----- | ------------ |
| Весь мир | 22 июля 2014 | CD               | Rise  | RR 2392      |
| Весь мир | 22 июля 2014 | Digital download | Rise  | 819531015397 |
| Весь мир | 22 июля 2014 | LP               | Rise  | RR 2391      |

## Позиции в чартах
| Чарт (2014)                          | Позиция |
| ------------------------------------ | ------- |
| США (Billboard 200)                  | 7       |
| США (Billboard Top Hard Rock Albums) | 1       |
| США (Billboard Independent Albums)   | 1       |
| США (Billboard Top Rock Albums)      | 1       |